# 自家不和合性
自家不和合性（じかふわごうせい、英語: Heterothallism）とは、菌類に見られるもので、特定の他個体、他系統の株とでなければ有性生殖が成立しない性質のことである。

## 概論
自家不和合性（Heterothallism）というのは、一つは菌類において使われた言葉である。菌の種によって、有性生殖を単一の株の中で行える、つまり、一つの株だけを培養していても、その中で有性生殖を行うものと、適当な株同士を合わせた時にのみ有性生殖が行われるものがある。この場合の、自分だけでは有性生殖が行えないものを自家不和合（Heterothallic）であると言い、単独でも有性生殖が可能なものを自家和合(Homothallic)であると言う。最初にこの言葉を使ったのは菌類学者のブラケスレー(1904)で、ケカビ目の接合子形成に関してこの言葉を用いた。範囲を広げれば、多くの有性生殖をする生物にも適用し得る言葉でもある。しかしながら、類似の現象で、別に考えた方がよいものもあり、適用が妥当かどうかの判断は難しい。

## ケカビ類の場合
ケカビ類は配偶子のう接合によって接合胞子のうを形成することで有性生殖を行う。一部の種では単一株を培養している間にも、培地上でどんどん接合胞子のうを形成するが、単独株ではそれを形成しないものの方が多い。そのような種では、好適な株をその株と触れ合わせることで、接合胞子のうの形成を誘発することができる。このようなものが自家不和合であると言われる。
寒天培地の入ったシャーレの、中央から離れた二点にそれぞれの株を接種すれば、その点を中心に菌糸を伸ばす。そして、両者の菌糸が接触した地点で、両側の菌糸から配偶子のうが形成され、それらの間で接合胞子のうの形成が行われる。この場合、ある株を中心に見れば、その種の他の株は、その株と和合であるかそうでないかの二つに分けられる。そして、その二つのグループに含まれる株においては、同一グループ内では不和合、異なるグループ間では和合である。つまり互いに交配可能な二つの型に分かれ、同一型のもの同士では交配できない。
このことは性別があるかのように見られがちであるが、性別とはまた異なった概念である。性別は、交配にかかわる生殖細胞の性的二形に関する型の違いに基づく区別である。ケカビの場合、配偶子のうには大きさや形の差は無く、性別は存在しない。また、一部のケカビ類では配偶子に大小の差があるので、その場合は大きい方を雌性と見ることもできるが、それと株の型とは対応関係があるとは限らない。つまり、片方からは雌性配偶子のうだけが形成されるとは限らないようである。そのため、この区別を表す用語としては、＋－を使っている。
種が異なるものであっても、配偶型が好適であれば、配偶子のう形成が誘発できることが知られている。そのため、複数の種にわたって＋－を共通に使える。一般にはヒゲカビで定められた＋－を他種にも適用している。この＋－の型は単一の対立遺伝子によって支配されていることが知られている。
自家不和合性の種でも、単独株が接合胞子のうを作る場合がある。これには二つの場合がある。一つは接合胞子のうを接合なしで作る場合で、これを疑似接合胞子のう(Azygosporium)という。もう一つは、接合が行われている場合で、これは一つの菌糸体に複数系統の核を含む、いわゆる異核共存体である場合に生じることが知られている。
子のう菌や担子菌でも同様の現象が知られる。ただし、支配する遺伝子は一対ではなく、二対のことが多いようである。

## 卵菌の場合
卵菌類のミズカビ類においても、これらと似た現象が知られる。ミズカビ類においては、むしろ自家和合性のものが多い。単独株でも、ある程度の期間の培養を行えば、有性生殖が見られるのが普通である。しかし、ワタカビなどの一部に自家不和合性の種がある。
ミズカビ類の有性生殖は、やはり配偶子のう接合によるが、ケカビ類とは異なり、雌雄の性差が明確である。雌性配偶子のうは大きく膨らんで内部に卵胞子を形成し、雄性配偶子のうは細長くて、受精管を雌性配偶子のうに差し入れて受精を行う。
この類の自家不和合なものでは、好適な株を互いに接近させれば、両者がそれぞれに雄性配偶子のうや雌性配偶子のうを形成し始める。この際、片方の株からは雄性配偶子のうが、もう片方の株からは雌性配偶子のうが形成される。つまり雄株と雌株に分かれる訳である。この際の両株から数種のホルモンが分泌され、これらの構造の形成に係わっていることが知られている。
ところで、それではこの類には雄株と雌株があるのかと言えば、必ずしもそうではない。というのは、ワタカビ属のあるもので知られているが、相対的雌雄性(relative sexuality)という現象が見られるのである。先にも述べたように、和合する二つの株を合わせた時、片方は雄性、他方は雌性にふるまうのであるが、さまざまな株を集め、多くの組み合わせで交配を試みると、必ず雄性にふるまうもの、必ず雌性にふるまうもののほか、相手次第で雄性になったり雌性にふるまったりする株が見られる。そして、絶対に雄性でしかふるまわないものと、必ず雌性になるものを両端に並べると、それぞれの株をその中間のさまざまな段階に配置することができるという。
このほか、変形菌においては単相アメーバの接合の際に、細胞性粘菌のタマホコリカビではマクロシストの形成に関して自家不和合性をしめすものが知られている。